# Crepis ramosissima
Crepis ramosissima là một loài thực vật có hoa trong họ Cúc. Loài này được d'Urv. mô tả khoa học đầu tiên năm 1822.